# Wulfenit
Wulfenit, auch als Molybdän-Bleierz bzw. -Bleispat, Gelbbleierz oder auch Molybdängelb bekannt, ist ein häufig vorkommendes Mineral aus der Mineralklasse der „Sulfate (und Verwandte, siehe Klassifikation)“. Es kristallisiert im tetragonalen Kristallsystem mit der idealisierten chemischen Zusammensetzung Pb[MoO4], ist also chemisch gesehen ein Blei-Molybdat.
Wulfenit ist durchsichtig bis durchscheinend und entwickelt meist dünne, tafelige oder bipyramidale Kristalle, kann aber auch in körnigen bis derben Aggregaten auftreten. Sichtbare Kristallflächen weisen einen fettähnlichen bis diamantähnlichen Glanz auf. Die Farbe von Wulfenit variiert überwiegend zwischen gelb, orange und rot.

## Etymologie und Geschichte
Wulfenit wurde erstmals im Jahre 1785 in Bad Bleiberg im österreichischen Bundesland Kärnten gefunden und nach seinem Erstbeschreiber Franz Xaver Freiherr von Wulfen (1728–1805) benannt, einem österreichischen Naturforscher.
Anlässlich des 175. Jubiläums seiner Namensgebung wurde Wulfenit 2020 zum „Mineral des Jahres“ in Österreich gewählt und die Gültigkeitszeit aufgrund eingeschränkter Durchführbarkeit öffentlicher Aktionen während der COVID-19-Pandemie auch auf das Jahr 2021 verlängert.

## Klassifikation
In der veralteten 8. Auflage der Mineralsystematik nach Strunz gehörte der Wulfenit zur Mineralklasse der „Sulfate, Chromate, Molybdate, Wolframate“ und dort zur Abteilung „Molybdate und Wolframate“, wo er gemeinsam mit Sedovit im Anhang zur „Scheelit-Reihe“ mit der Systemnummer VI/F.01 und den Hauptmitgliedern Powellit, Scheelit und Stolzit steht.
In der zuletzt 2018 überarbeiteten Lapis-Systematik nach Stefan Weiß, die formal auf der alten Systematik von Karl Hugo Strunz in der 8. Auflage basiert, erhielt das Mineral die System- und Mineralnummer VI/G.01-030. Dies entspricht der Klasse der „Sulfate, Chromate, Molybdate und Wolframate“ und dort der Abteilung „Molybdate [MoO4]2− und Wolframate [WO4]2−, Polywolframate“, wo Wulfenit zusammen mit Paraniit-(Y), Powellit, Scheelit, Stolzit und Suseinargiuit eine unbenannte Gruppe mit der Systemnummer VI/G.01 bildet.
Die von der International Mineralogical Association (IMA) zuletzt 2009 aktualisierte 9. Auflage der Strunz’schen Mineralsystematik ordnet den Wulfenit in die Klasse der „Sulfate (Selenate, Tellurate, Chromate, Molybdate und Wolframate)“ und dort in die Abteilung „Molybdate und Wolframate“ ein. Hier ist das Mineral in der Unterabteilung „Ohne zusätzliche Anionen oder H2O“ zu finden, wo es zusammen mit Fergusonit-(Ce), Fergusonit-(Nd), Fergusonit-(Y), Powellit, Scheelit und Stolzit die „Scheelitgruppe“ mit der Systemnummer 7.GA.05 bildet.
In der vorwiegend im englischen Sprachraum gebräuchlichen Systematik der Minerale nach Dana hat Wulfenit die System- und Mineralnummer 48.01.03.01. Das entspricht der Klasse der „Phosphate, Arsenate und Vanadate“ und dort der Abteilung „Molybdate und Wolframate“. Hier findet er sich innerhalb der Unterabteilung „Wasserfreie Molybdate und Wolframate mit A XO4“ in der Gruppe „Wulfenit-Reihe“, in der auch Stolzit eingeordnet ist.

## Kristallstruktur
Wulfenit kristallisiert im tetragonalen Kristallsystem in der Raumgruppe I41/a (Raumgruppen-Nr. 88) mit den Gitterparametern a = 5,43 Å und c = 12,11 Å sowie vier Formeleinheiten pro Elementarzelle.

## Eigenschaften

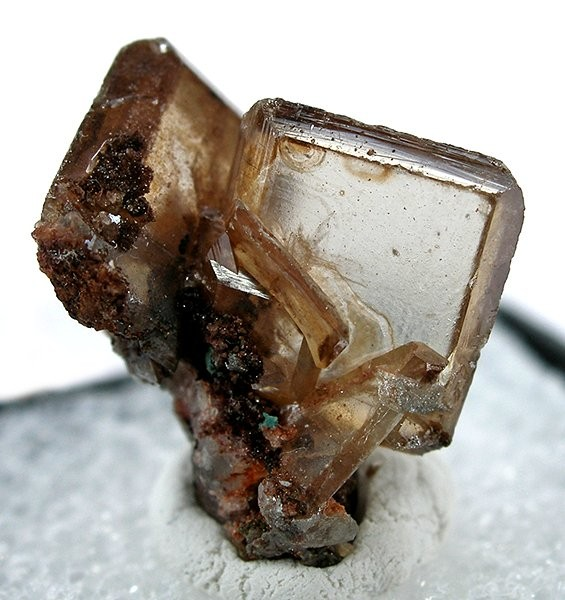
Farbloser, durchscheinender Wulfenit

In reiner Form ist Wulfenit farblos und durchsichtig bzw. durch vielfache Lichtbrechung aufgrund von Gitterbaufehlern oder polykristalliner Ausbildung auch weiß. Durch Fremdbeimengungen von Calcium, Vanadium, Arsen, Chrom und/oder Titan kann er jedoch eine große Bandbreite an Farben annehmen, die von Hellgelb über Orange nach Rot reicht. Auch hell- bis dunkelblaue, grünliche, rötlichbraune bis schwarze Kristalle sind bekannt.
Wulfenit wird durch Säuren zersetzt und bildet mit Schwefelsäure und Ethanol eine blaue Lösung. Vor dem Lötrohr zerknistert Wulfenit und schmilzt leicht. Zusammen mit Kohle kann er zu Blei reduziert werden.

## Modifikationen und Varietäten
Die bisher einzige bekannte Varietät ist der wolframhaltige Chillagit. Dieser wurde erstmals im Kupfer-, Blei- und Silbertagebau Christmas Gift nahe Chillagoe im australischen Bundesstaat Queensland entdeckt und 1912 durch Albert Thomas Ullman zunächst als neue Mineralart beschrieben. Neuere Untersuchungen durch Christine M. Jury, Peter Leverett, Peter A. Williams, Ian R. Plimer und David E. Hibbs konnten allerdings nachweisen, dass Chillagit ein Mischkristall der Reihe Wulfenit–Stolzit (Pb[WO4]) mit der entsprechenden Mischformel Pb[(Mo,W)O4] ist.

## Bildung und Fundorte

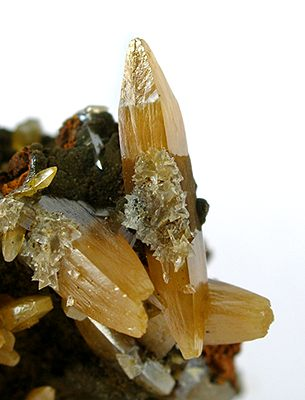
Perfekte, dipyramidale Wulfenite mit in der Mitte anhängenden Calcitkriställchen aus der „Ojuela Mine“, Durango, Mexiko

Als typisches Sekundärmineral bildet sich Wulfenit durch Oxidation aus Galenit. Begleitminerale sind Anglesit, Cerussit, Vanadinit und andere. Häufig treten auch Pseudomorphosen von Wulfenit nach Galenit, Cerussit und Anglesit auf.
Als häufige Mineralbildung ist Wulfenit an vielen Fundorten anzutreffen, wobei bisher (Stand 2013) rund 1600 Fundorte als bekannt gelten. Neben seiner Typlokalität Bad Bleiberg wurde das Mineral in Österreich unter anderem noch an vielen weiteren Orten in den Gailtaler Alpen, Karnischen Alpen, Gurktaler Alpen, Karawanken und den Hohen Tauern von Kärnten bis Salzburg, bei Annaberg und anderen Stellen in Niederösterreich, bei Kaltenegg und Arzberg am Semmering in den Fischbacher Alpen und dem Obertalbach-Tal in der Steiermark sowie an verschiedenen Orten in Tirol gefunden.
In Deutschland fand man Wulfenit an vielen Stellen im Schwarzwald in Baden-Württemberg, an einigen Stellen in Niederbayern, Oberbayern und der Oberpfalz, an einigen Fundpunkten im hessischen Odenwald, in der Umgebung von Düren und Mechernich in der Eifel sowie bei Velbert und Flandersbach (Region Flandersbach) in Nordrhein-Westfalen; bei Dannenfels, Imsbach und Nothweiler in Rheinland-Pfalz; bei Neudorf und Straßberg in Sachsen-Anhalt; an vielen Orten im sächsischen Erzgebirge sowie bei Neumühle/Elster, Gräfenroda und Weitisberga in Thüringen.
Weitere Fundorte liegen unter anderem in Algerien, Argentinien, Australien, Belgien, Bolivien, Chile, China, Deutschland, Frankreich, Gabun, Italien, Kanada, Demokratische Republik Kongo, Marokko, Namibia, Norwegen, Tschechien, Vereinigtes Königreich (Großbritannien) und den Vereinigten Staaten von Amerika (USA).

## Verwendung

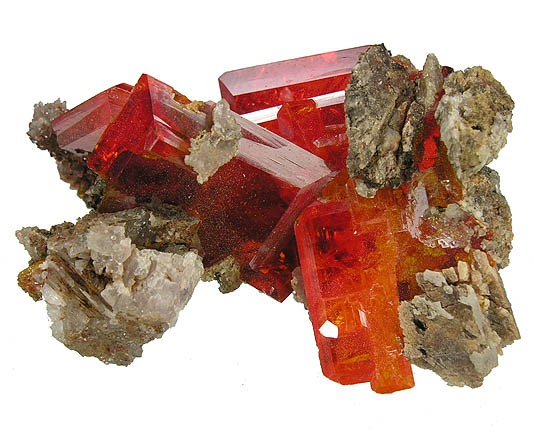
Durchsichtig-roter, dicktafeliger Wulfenit in Schmucksteinqualität

Bei lokaler Anhäufung wird Wulfenit aufgrund seines hohen Blei- und Molybdängehaltes als Erz abgebaut. Auch wenn Wulfenit mitunter schöne und klare Kristalle ausbildet, ist er als Schmuckstein für die kommerzielle Schmuckindustrie aufgrund seiner geringen Härte uninteressant. Von versierten Hobbyschleifern facettiert kann er für Sammler dennoch zu einem begehrten Tausch- oder Kaufobjekt werden.
Anwendung findet Wulfenit als aktiver Kristall in akustooptischen Modulatoren, bei denen durch akustische Wellen Dichteschwankungen im Kristall erzeugt werden. Diese Dichteschwankungen wirken dann wie ein optisches Gitter und lenken Teile der einfallenden Lichtstrahlen je nach akustischer Frequenz ab.